# Eduardo Schinca
Eduardo Schinca (Montevideo, 11 de diciembre de 1929 - Montevideo, 3 de octubre de 2001) fue un dramaturgo, actor y director de teatro uruguayo.

## Biografía
Nació en el barrio La Unión de Montevideo. Estudió Ciencias Económicas pero abandonó la carrera para dedicarse al teatro.
Entre 1950 y 1953 estudió en la Escuela Municipal de Arte Dramático (EMAD) y fue alumno de Margarita Xirgú. En 1954 ingresó al elenco de la Comedia Nacional donde permaneció hasta 1991.
Debutó como director con Casina de Plauto, con el grupo Teatro Libre dirigido por Rubén Castillo. Con la dirección en 1962 de El Cardenal de España, de Henry de Montherlant, Con esta obra obtuvo el premio Florencio de la crítica y el premio Casa de Teatro. En ese mismo año comenzó a dictar clases de arte escénico en la EMAD.
Ganó el Florencio a mejor espectáculo en 1963 con Las sabihondas de Molière.
En 1970 realizó una gira por Argentina y Estados Unidos, dirigiendo obras de García Lorca, Schiller y Shakespeare.
Como actor de la Comedia Nacional actuó en obras de Lope de Vega, Shakespeare, Schiller, Brecht, Strindberg, Sófocles, Ionesco, Molière, Ben Jonson, Ibsen, Pirandello, Shaw, Jean Anouilh, Arthur Miller, García Lorca, Justino Zavala Muniz, etc. Fue dirigido por directores como Margarita Xirgú, Alberto Candeau, China Zorrilla, Jaime Yavitz, Omar Grasso, Elena Zuasti, Rubén Yáñez, Dumas Lerena, Héctor Manuel Vidal, Antonio Larreta, Carlos Denis Molina y Nelly Goitiño, entre otros. También dirigió varias obras en las que él mismo actuaba.
Como director, dirigió obras de Shakespeare, Schiller, Sófocles, García Lorca, Racine, Molière, Chéjov, Lope de Vega, Genet, Calderón de la Barca, Ben Jonson, Georges Feydeau, Botho Strauss, Heiner Müller, Athol Fugard, Normand Chaurette, etc.
En 1984 obtuvo el Florencio a mejor actor de reparto por su rol de médico en Woyzeck de Georg Büchner.
Participó en 1986 del primer congreso de Directores de Teatros Oficiales en Madrid y Sevilla como director artístico itinerante de la Comedia Nacional y se presentó en el Festival de Mérida y en la Expo Sevilla 1992.
En 1997 obtuvo los Florencio a mejor director y mejor espectáculo por Cuarteto de Heiner Müller con la actuación de Estela Medina y Levón.
Se retiró de la Comedia Nacional dirigiendo Las troyanas de Eurípides, obra con la que había obtenido los premios Florencio a mejor espectáculo y mejor director, entre otros premios.
En total, obtuvo siete premios Florencio en su carrera como director.
Al momento de su fallecimiento, preparaba la presentación en Buenos Aires de El camino a La Meca, de Athol Fugard, con China Zorrilla y Héctor Bidonde.